# Puente Aranda (estación)
La estación sencilla Puente Aranda es parte del sistema de transporte masivo de Bogotá llamado TransMilenio inaugurado en el año 2000.

## Ubicación
La estación está ubicada en el occidente de la ciudad, más específicamente en la Avenida Colón con carrera 47.
Atiende la demanda de los barrios El Ejido, Gorgonzola y sus alrededores.
En las cercanías están la fábrica Almaviva S.A., la fábrica Unilever, los laboratorios Roche y varias entidades bancarias.

## Origen del nombre
La estación recibe su nombre de la localidad en la que está ubicada: Puente Aranda.

## Historia
La estación fue inaugurada en el año 2003, al inaugurarse la Troncal Calle 13 desde la estación De La Sabana hasta esta estación.
Durante el Paro nacional de 2019, la estación sufrió diversos ataques que afectaron de forma considerable las puertas de vidrio y demás infraestructura de la estación, razón por la cual no estuvo operativa por algunos días luego de lo ocurrido.
Durante el Paro nacional de 2021, la estación sufrió diversos ataques que afectaron de forma considerable las puertas de vidrio y demás infraestructura de la estación, razón por la cual se encontró inoperativa.

## Servicios de la estación

### Servicios troncales
| Tipo                                | Rutas al Norte | Rutas al Oriente | Rutas al Occidente |
| ----------------------------------- | -------------- | ---------------- | ------------------ |
| Ruta fácil                          | 5              |                  | 5                  |
| Expresos todos los días todo el día | E32            | J23              | F23 F32            |

### Esquema
| ← Occidente |         |            |
| F23F32      | 5       | Carrera 47 |
| Vagón 2     | Vagón 1 |            |
| E32J23      | 5       | Carrera 47 |
| Oriente →   |         |            |

### Servicios urbanos
Así mismo funcionan las siguientes rutas urbanas del SITP en los costados externos a la estación, circulando por los carriles de tráfico mixto sobre la Avenida Centenario, con posibilidad de trasbordo usando la tarjeta TuLlave:
| Código | Sector           | Dirección     | Rutas    |
| ------ | ---------------- | ------------- | -------- |
| 066A07 | F Br. Gorgonzola | AC 13 - KR 47 | A324A501 |
| 067A07 | F Br. El Ejido   | AC 13 - KR 46 | K324     |

## Ubicación geográfica
| Noroeste: Puente Aranda   | Norte: K Gobernación                         | Nordeste: F Carrera 43 - COMAPAN |
| Oeste: F Distrito Grafiti |                                              | Este: Puente Aranda              |
| Suroeste: Puente Aranda   | Sur: G NQS Calle 38 A Sur G NQS Calle 30 Sur | Sureste: Puente Aranda           |